# Spiroctenus pectiniger
Espèce
Synonymes
- Ctenonemus pectiniger Simon, 1903

Spiroctenus pectiniger est une espèce d'araignées mygalomorphes de la famille des Bemmeridae.

## Distribution
Cette espèce est endémique du Cap-Occidental en Afrique du Sud,. Elle se rencontre vers Matjiesfontein.

## Description
La femelle subadulte holotype mesure 13 mm.

## Publication originale
- Simon, 1903 : Descriptions de quelques genres nouveaux de la famille Aviculariides. Bulletin de la Société Entomologique de France, vol. 1903, p. 42-44 (texte intégral).